# Boesenbergia
Boesenbergia är ett släkte av enhjärtbladiga växter. Boesenbergia ingår i familjen Zingiberaceae.

## Bildgalleri

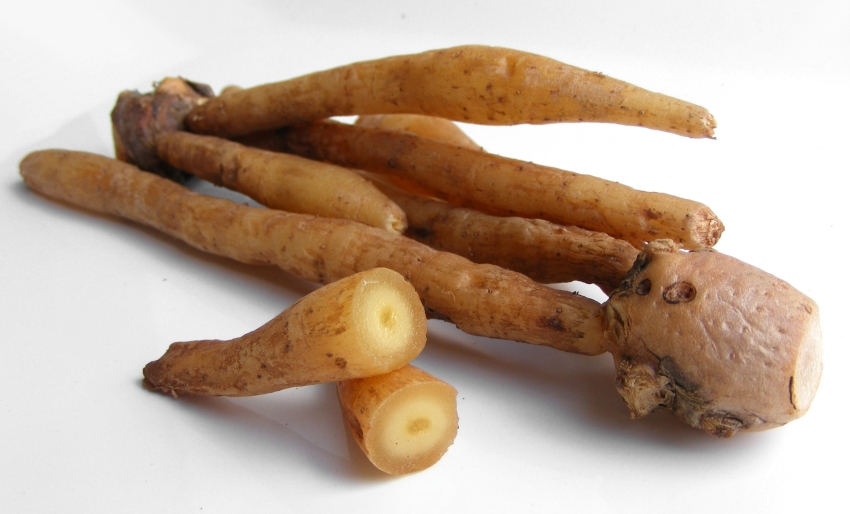
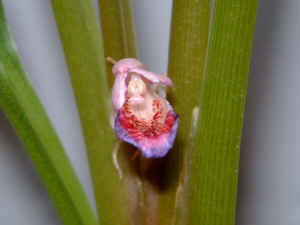
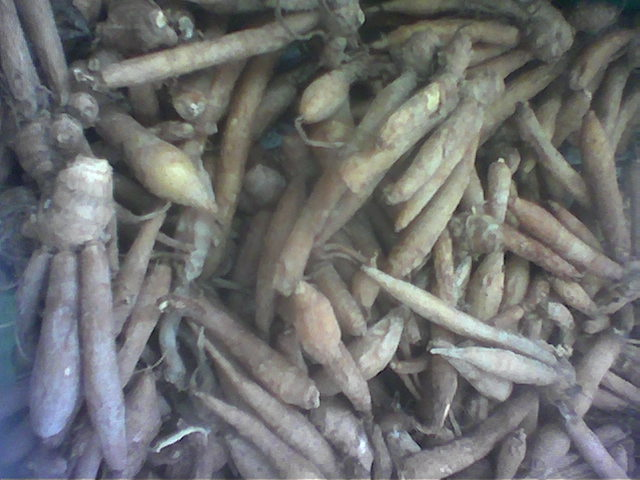
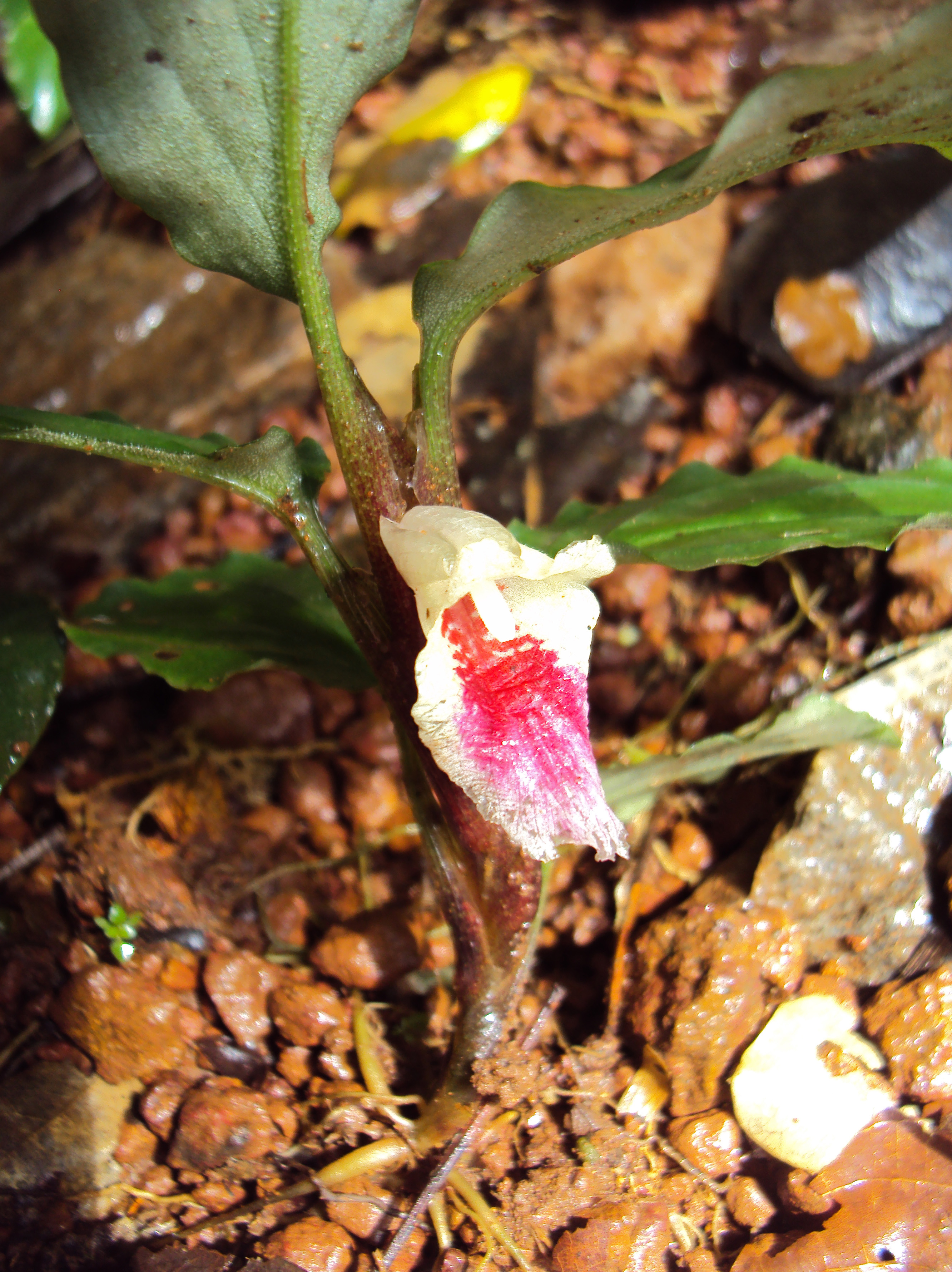
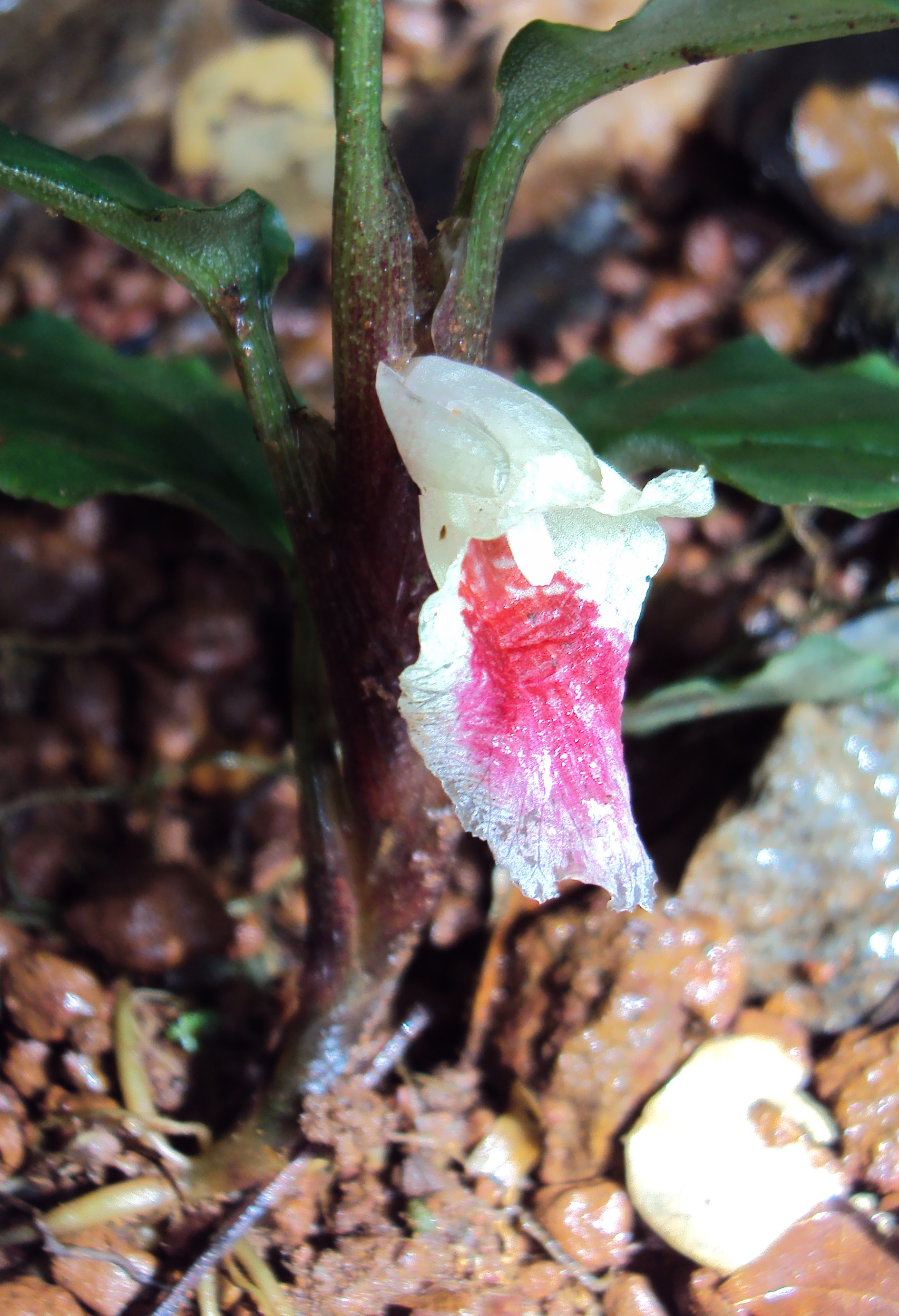
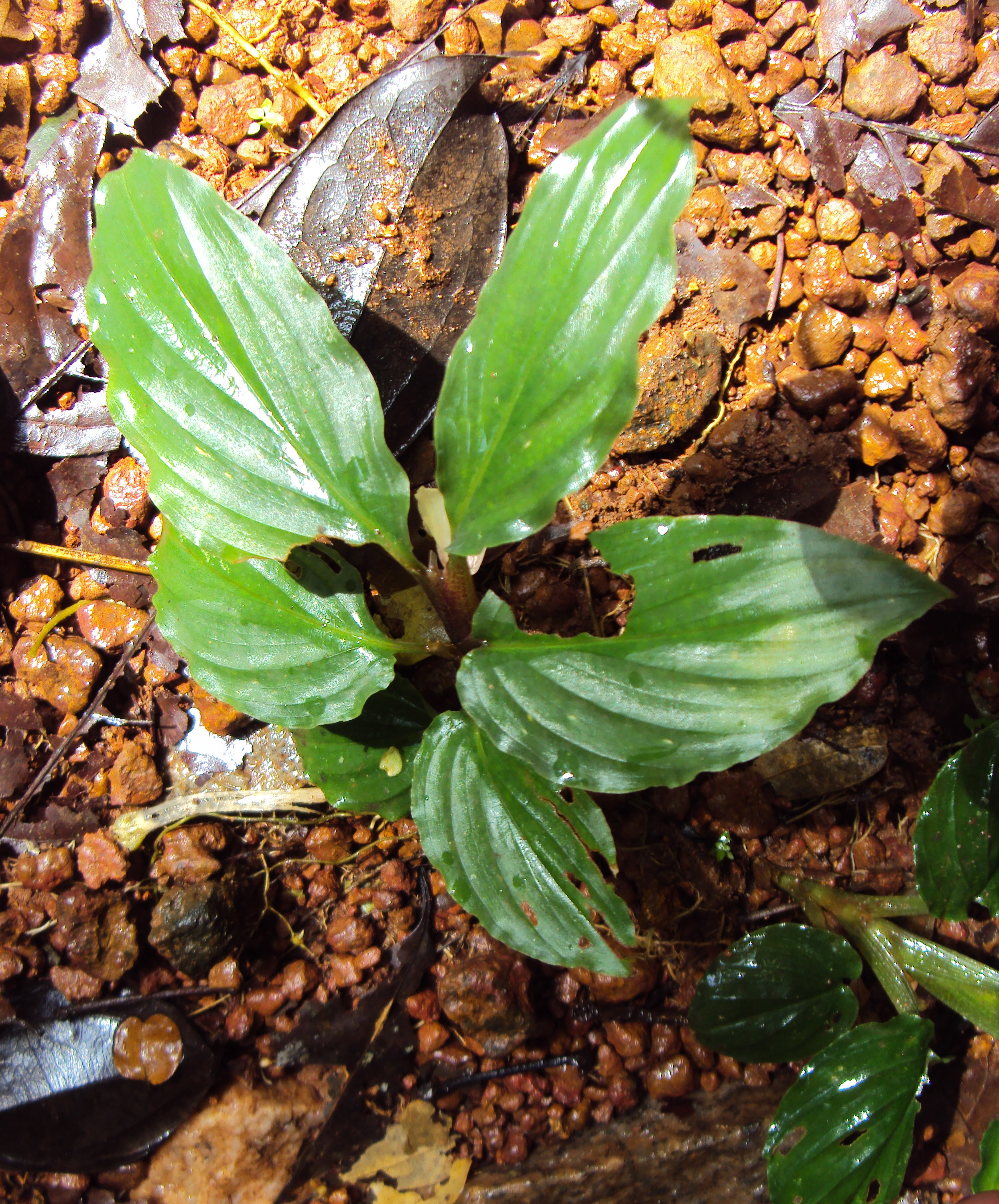

## Dottertaxa tillBoesenbergia, i alfabetisk ordning[1]
- Boesenbergia albolutea
- Boesenbergia albomaculata
- Boesenbergia angustifolia
- Boesenbergia apiculata
- Boesenbergia armeniaca
- Boesenbergia aurantiaca
- Boesenbergia baimaii
- Boesenbergia basispicata
- Boesenbergia belalongensis
- Boesenbergia bruneiana
- Boesenbergia burttiana
- Boesenbergia clivalis
- Boesenbergia cordata
- Boesenbergia curtisii
- Boesenbergia flabellata
- Boesenbergia flava
- Boesenbergia flavoalba
- Boesenbergia flavorubra
- Boesenbergia gelatinosa
- Boesenbergia grandifolia
- Boesenbergia grandis
- Boesenbergia hirta
- Boesenbergia hosensis
- Boesenbergia hutchinsonii
- Boesenbergia imbakensis
- Boesenbergia ischnosiphon
- Boesenbergia islamii
- Boesenbergia jangarunii
- Boesenbergia kenali
- Boesenbergia kerbyi
- Boesenbergia laevivaginata
- Boesenbergia lambirensis
- Boesenbergia loerzingii
- Boesenbergia longiflora
- Boesenbergia longipes
- Boesenbergia longipetiolata
- Boesenbergia lysichitoides
- Boesenbergia macropoda
- Boesenbergia minor
- Boesenbergia ochroleuca
- Boesenbergia oligosperma
- Boesenbergia orbiculata
- Boesenbergia ornata
- Boesenbergia parva
- Boesenbergia parvula
- Boesenbergia petiolata
- Boesenbergia plicata
- Boesenbergia prainiana
- Boesenbergia pulchella
- Boesenbergia pulcherrima
- Boesenbergia regalis
- Boesenbergia roseopunctata
- Boesenbergia rotunda
- Boesenbergia rubrolutea
- Boesenbergia siamensis
- Boesenbergia siphonantha
- Boesenbergia stenophylla
- Boesenbergia striata
- Boesenbergia subulata
- Boesenbergia tenuispicata
- Boesenbergia thorelii
- Boesenbergia tiliifolia
- Boesenbergia tillandsiodes
- Boesenbergia trangensis
- Boesenbergia urceoligena
- Boesenbergia variegata
- Boesenbergia vittata
- Boesenbergia xiphostachya